# Led Zeppelin's Summer 1970 North American Tour
Led Zeppelin's Summer 1970 North American Tour е шестото американско турне на английската рок група Лед Зепелин между 15 август и 19 септември 1970 г.

## История
Това е най-успешният тур на британците отвъд океана дотогава. Шоутата са пред огромна и екзалтирана публика, като само за двете дати в Ню Йорк приходите са 100 000$. Без Ролинг Стоунс (по това време у дома), Лед Зепелин и Дъ Ху са най-големите концертни атракции в света. За първи път в историята си Бийтълс са детронирани в анкетите за популярност.
Първата дата е планирана за 5 август в Синсинати, но е отложена заради заболяване на бащата на Джон Пол Джоунс. След неколкократни промени и погрешно анонсиране за изява на фестивала Strawberry Fields на 8-9 август в крайна сметка гастролът започва в Ню Хейвън на 15 август.
В този промеждутък от време групата миксира третия си албум Led Zeppelin III в Ardent Studios, Мемфис. Той излиза скоро след приключване на турнето през октомври същата година.

## Сетлист
- Immigrant Song
- Heartbreaker
- Dazed and Confused
- Bring It On Home
- That's the Way
- Bron-Yr-Aur
- Since I've Been Loving You
- Organ Solo/Thank You
- What Is and What Should Never Be
- Moby Dick
- Whole Lotta Love

Бисове:
- Communication Breakdown
- Out on the Tiles
- How Many More Times
- Train Kept A-Rollin'
- Blueberry Hill

| Дата                 | Град              | Държава | Място                            |
| -------------------- | ----------------- | ------- | -------------------------------- |
| 15 август 1970 г.    | Ню Хейвън         | САЩ     | Yale Bowl                        |
| 17 август 1970 г.    | Хемптън           | САЩ     | Hampton Roads Coliseum           |
| 19 август 1970 г.    | Канзас (Мисури)   | САЩ     | Municipal Auditorium             |
| 20 август 1970 г.    | Оклахома          | САЩ     | State Fair Coliseum              |
| 21 август 1970 г.    | Тулса             | САЩ     | Assembly Center                  |
| 22 август 1970 г.    | Форт Уърт         | САЩ     | Tarrant County Convention Center |
| 25 август 1970 г.    | Нашвил            | САЩ     | Nashville Municipal Auditorium   |
| 26 август 1970 г.    | Кливланд          | САЩ     | Public Auditorium                |
| 28 август 1970 г.    | Детройт           | САЩ     | Olympia Stadium                  |
| 29 август 1970 г.    | Уинипег           | Канада  | Man-Pop Festival, Winnipeg Arena |
| 31 август 1970 г.    | Милуоки           | САЩ     | Milwaukee Arena                  |
| 1 септември 1970 г.  | Сиатъл            | САЩ     | Seattle Center Coliseum          |
| 2 септември 1970 г.  | Окланд            | САЩ     | Oakland Coliseum                 |
| 3 септември 1970 г.  | Сан Диего         | САЩ     | San Diego Sports Arena           |
| 4 септември 1970 г.  | Ингълуд           | САЩ     | The Forum                        |
| 5 септември 1970 г.  | Хонолулу          | САЩ     | Neal S. Blaisdell Arena          |
| 6 септември 1970 г.  | Хонолулу          | САЩ     | Neal S. Blaisdell Arena          |
| 9 септември 1970 г.  | Бостън            | САЩ     | Boston Garden                    |
| 10 септември 1970 г. | Ню Йорк (2 шоута) | САЩ     | Медисън Скуеър Гардън            |